# ステイシー・キーブラー
ステイシー・キーブラー（Stacy Ann-Marie Keibler、1979年10月14日 - ）は、アメリカ合衆国の元プロレス・マネージャー、ディーヴァ。現在は女優。
女子プロレスラーとしての活動はほとんどなく、男性レスラーのマネージャーとしての仕事が主である。以前入場テーマ曲にキッド・ロックが歌ったZZトップのカバー曲である『Legs』を使用していた。

## 来歴
元々はプロレスラー志望ではなく、幼少時からダンスを学んでいたため、NFLボルチモア・レイブンズのチアリーダーをしていた。
WCWの「ナイトロ・ガールズ」(Nitro Girls)という呼称のダンスグループのオーディションに合格したことによりプロレス界入りし、ミス・ハンコックのリングネームで1999年にデビューした。デビュー後もレスラーのマネージャー役が中心であった。
WCW崩壊後の2001年、WWF（現WWE）にWCW/ECW連合軍(アライアンス)の一員として登場。トリー・ウィルソンと組んでトリッシュ・ストラタス、リタらとディーヴァ同士の抗争を繰り広げた。アライアンス所属時はタズやダッドリー・ボーイズのマネージャーも務めた。
アライアンスのストーリー終了後はビンス・マクマホンの秘書役を経て2002年の番組分割時はスマックダウンに所属し、ベビーフェイスとして活動していく。その後RAWに移籍し、当時プライベートでも交際していたテストのマネージャー役となった。
2004年には年間の最高のディーヴァに与えられる賞であるWWE・ベイブ・オブ・ザ・イヤーを獲得した。同賞は翌年も獲得している。
2005年の横浜ベイスターズ対阪神タイガースの試合で始球式の経験がある。
豊胸手術などでグラマラスな体型の多い他のディーヴァとは対照的に、スレンダーな体型と美脚を売りにしている。
子供の頃から各種ダンスを習っておりダンスの才能を有していた。アメリカのテレビ番組「ダンシング・ウィズ・ザ・スターズ」に出演している。またアメリカのフィットネス雑誌「Stuff Magazine」への寄稿も行っている。
2011年7月あたりから、俳優のジョージ・クルーニーとの交際が報じられたが翌年9月に破局。
2014年3月には技術企業家のジャレド・ポブレ（Jared Pobre）氏とメキシコで結婚した。
2023年3月27日、WWE殿堂に迎えられた。

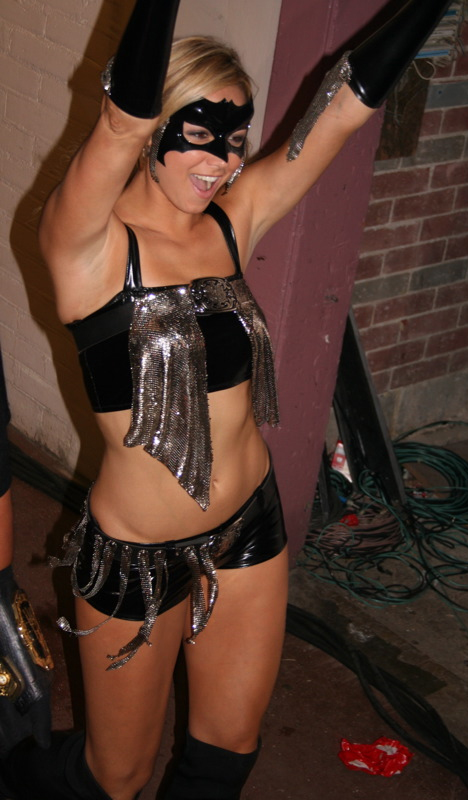
スーパー・ステイシーとして

## マネージャー担当選手
- デビッド・フレアー (David Flair)
- ショーン・スタージャック (Shawn Stasiak)
- ダッドリー・ボーイズ (Dudley Boyz)
- テスト (Test)
- スコット・スタイナー (Scott Steiner)
- ハリケーン & ロージー (Hurricane & Rosey)

## 入場曲
- Legs(Kid Rock)

ZZトップのカバー曲。